# Wenetowie (Italia)
Wenetowie – lud indoeuropejski, przybyły najprawdopodobniej  z terenów Europy Środkowej około 950 p.n.e., zamieszkujący północną część Italii.
Według Herodota Wenetowie przybyli ze wschodu Europy, natomiast według Liwiusza przybyli wraz z Trojanami pod wodzą Antenora (i pokonali Euganejczyków). Najnowsze badania wskazują jednak na pochodzenie ludu z Europy Środkowej. 
Pierwsze ślady Wenetów notowane są na około 950 p.n.e. Szczyt rozwoju przypadł na okres VI–IV wiek p.n.e. W IV w. p.n.e. sąsiadowali z Euganei, Carni, Lingones i Cenomani. W III wieku p.n.e. weszli w przymierze z republiką rzymską. Ulegli romanizacji. Głównymi ośrodkami cywilizacji Wenetów były Patavium (dzisiaj Padwa) i Ateste (dzisiaj Este). Kultura Wenetów wykazywała wpływy kultury Golasecca, kultury Villanova, alpejskiej kultury halsztackiej i kultury Etrusków. Gospodarka Wenetów opierała się na rolnictwie, hodowli koni, kupiectwie (najprawdopodobniej docierali aż nad Bałtyk w celu pozyskania bursztynu) i żeglarstwie.
Zmarli byli paleni, a prochy przechowywano w urnach. Religia opierała się na kulcie bóstw żeńskich; najważniejsza była bogini Reitia, uosabiająca siły natury.
Posługiwali się archaicznym językiem indoeuropejskim, z pewnymi podobieństwami do łaciny i języków germańskich. Pismo przypominało pismo Etrusków. Informacje o języku Wenetów pochodzą z napisów nagrobnych, z cytatów pisarzy klasycznych i nazewnictwa miejsc.